# یگان (فصل ۲)
فصل دوم سریال یگان در سال ۲۰۰۶ و ۲۰۰۷ و در۲۳ قسمت ساخته شد.

## شخصیت‌ها

### بازیگران اصلی
دنیس هایسبرت در نقش سرهنگ جوناس بلین رهبر عملیات‌های گروه
اسکات فلی در نقش باب براون عضو تازه‌وارد گروه
مکس مارتینیدر نقش مک گرهاردت یکی از اعضای گروه
مایکل ایربی در نقش چارلز گری عضو دیگر گروه که مجرد است.
رابرت پاتریک در نقش ژنرال توماس رایان فرمانده گروه که دستورها را ابلاغ می‌کند.
دمور بارنز در نقش هکتور ویلیامز یکی دیگر از اعضای گروه

### بازیگران فرعی
رجینا تیلور در نقش مالی بلین
آدری مری اندرسون در نقش کیم براون
ابی برامل در نقش تیفی گرهادرت
آنجل وین‌رایت در نقش ستوان دوم بتسی بلین
آلیسا شافر در نقش سرنا براون

بری بلیر در نقش سرنا براون

### بازیگران دوره ای
کاویتا پاتیل در نقش کایلا مداوار
ربکا پیدگئون در نقش شارلوت رایان یک بانوی فرمانده
آنجل وین‌رایت در نقش ستوان دوم بتسی بلین
آلیسا شافر در نقش سرنا براون

## قسمت‌ها

### قسمت اول
مک و تیفی از ترک کردن واحد پشیمان می‌شوند. جوناس به یک عملیات اعزام می‌شود.

### قسمت دوم
مالی بلین به دنبال یک شغل جدید می‌رود. باب به عنوان یک زندانی به بلغارستان می‌رود تا یک فروشنده موشک به ایران را ملاقات کند.